# Vrolijke kerst
Vrolijke kerst is een Nederlandse televisieserie van Anna van der Heide met Rohan Timmermans, Jeroen Spitzenberger, Hadewych Minis, Elise Schaap, Yenthe Bos en Nils Verkooijen.

## Verhaal
Tijdens pakjesavond gaat Lucas op zoek naar zijn cadeau. In plaats van zijn cadeau vindt hij een doos met onbetaalde rekeningen. Als de volgende dag de deurwaarder op de stoep staat, wordt het gezin het huis uitgezet en moet het op zoek naar nieuw onderdak.

## Rolverdeling
| Acteur               | Personage  | Opmerking |
| -------------------- | ---------- | --------- |
| Rohan Timmermans     | Lucas      |           |
| Jeroen Spitzenberger | Maarten    | Vader     |
| Hadewych Minis       | Eva        | Moeder    |
| Yenthe Bos           | Emma       |           |
| Nils Verkooijen      | Thomas     |           |
| Maas Bronkhuyzen     | Jan Willem | Bijrol    |
| Jacqueline Blom      | Cathelijne |           |
| John Leddy           | Wammes     |           |

## Afleveringen
Er worden per uitzending twee afleveringen uitgezonden, waarbij de eerste aflevering een herhaling is van de tweede aflevering van de vorige uitzending.
| Aflevering | Uitzenddatum |
| ---------- | ------------ |
| 1 & 2      | 06-12-2014   |
| 2 & 3      | 07-12-2014   |
| 3 & 4      | 08-12-2014   |
| 4 & 5      | 09-12-2014   |
| 5 & 6      | 10-12-2014   |
| 6 & 7      | 11-12-2014   |
| 7 & 8      | 12-12-2014   |
| 8 & 9      | 13-12-2014   |
| 9 & 10     | 14-12-2014   |
| 10 & 11    | 15-12-2014   |
| 11 & 12    | 16-12-2014   |
| 13 & 14    | 17-12-2014   |
| 14 & 15    | 18-12-2014   |
| 15 & 16    | 19-12-2014   |
| 16 & 17    | 20-12-2014   |
| 18 & 19    | 21-12-2014   |
| 19 & 20    | 22-12-2014   |
| 20 & 21    | 23-12-2014   |
| 21 & 22    | 24-12-2014   |
| 22 & 23    | 25-12-2014   |
| 23 & 24    | 26-12-2014   |